# Trstenik Nartski
Trstenik Nartski je naselje u općini Rugvica, u Zagrebačkoj županiji. Naselje čini dio zagrebačke aglomeracije, u zagrebačkoj mikroregiji središnje Hrvatske. Naselje je smješteno većim dijelom uz cestu Ivanja Reka-Rugvica-Dugo Selo, nedaleko od rijeke Save. Od Rugvice je udaljeno 5 km, od Ivanje Reke 6 km, a od Dugog Sela 7 km. 
Ime je očito dobilo po trstici koja raste u obližnjem mrtvom savskom rukavu. Iako je austrougarska administracija 1900. godine naselju promijenila ime u Trstenik Nartski, kakav mu je i danas naziv, u narodu je uvijek ostao samo Trstenik. Naselje je od 1850. godine u sastavu kotara Dugo Selo, poslije općine Dugo Selo, a od 1993. god. u sastavu općine Rugvica. Naselje pripada katoličkoj župi Uznesenja Blažene Djevice Marije sa sjedištem u Jalševcu Nartskom u dugoselskom dekanatu Zagrebačke nadbiskupije.
Gospodarska osnova je građevinarstvo, u manjoj mjeri poljodjelstvo, stočarstvo, trgovina i obrt. Naselje je najviše poznato po građevinskoj industriji, a od 1991. godine i po formiranju-ustrojavanju legendarne 2. gardijske brigade "Gromovi". Postrojba je bila smještena u građevinskim stambenim objektima koji su početkom svibnja 1991. god pretvoreni u vojarnu Zbora narodne garde RH. 

## Stanovništvo
Naselje ima 506 stanovnika u 132 kućanstva (popis 2001.). Godišnja stopa rasta stanovništva je 9.51%. Za usporedbu naglog povećanja stanovništva, koji najviše uvjetuje izrazita blizina Zagreba,je broj stanovnika 1981. godine, kada je u naselju živjelo svega 98 stanovnika u 30 kućanstava.

| broj stanovnika | 84    | 85    | 81    | 82    | 110   | 121   | 98    | 93    | 94    | 92    | 71    | 90    | 98    | 204   | 506   | 560   | 492   |
|                 | 1857. | 1869. | 1880. | 1890. | 1900. | 1910. | 1921. | 1931. | 1948. | 1953. | 1961. | 1971. | 1981. | 1991. | 2001. | 2011. | 2021. |